# NGC 804
NGC 804 је лентикуларна галаксија у сазвежђу Троугао која се налази на NGC листи објеката дубоког неба.
Деклинација објекта је + 30° 49' 57" а ректасцензија 2h 4m 2,2s. Привидна величина (магнитуда) објекта NGC 804 износи 13,7 а фотографска магнитуда 14,7. NGC 804 је још познат и под ознакама IC 1773, UGC 1557, MCG 5-5-49, CGCG 503-79, CGCG 504-1, PGC 7873.